# Мијомир Пелемиш
Мијомир Пелемиш (Шехер, 20. децембар 1949) српски је инфектолог и клинички фармаколог, редовни професор Медицинског факултета Универзитета у Београду у пензији, бивши начелник Клинике за инфективне и тропске болести "Проф. др Коста Тодоровић" Клиничког центра Србије и члан Кризног штаба Владе Републике Србије током пандемије ковида 19.

## Биографија

### Младост и образовање
Рођен је 20. децембра 1949. године у Шехеру. Основну и средњу школу је завршио у Тузли, а потом је уписао студије на Медицинском факултету Универзитета у Београду. Као студент је имао прилике да учествује у сузбијању епидемије великих богиња у Југославији 1972. године. Дипломирао је 1976. године.

### Стручна каријера
Од 9. марта 1978. године је био запослен у Институту за инфективне и тропске болести. Положио је специјалистички испит из инфективних болести 1982. и клиничке фармакологије 1990. године. Од оснивања Одељења за клиничку фармакологију 1995. године, налазио се на њеном челу.
У звање редовног професора Медицинског факултета Универзитета у Београду је изабран 2004. године. Предавао је на Медицинском факултету Универзитета у Источном Сарајеву.
Од 2001. до 2010. и између 2014. и 2015. године је био директор Клинике за инфективне болести и тропске болести.

### Епидемија
Пелемиш је за време пандемије ковида 19 у Србији, изабран за члана Кризног штаба Владе Републике Србије.
За заслуге у сузбијању пандемије, председник Републике Србије Александар Вучић је на Дан примирја у Првом светском рату 11. новембра 2020. године, Пелемиша одликовао Орденом Карађорђеве звезде првог степена.

## Награде и признања

### Одликовања
- Орден Карађорђеве звезде првог степена (11.11.2020)[3]